# Melita Toniolo
Melita Toniolo (Treviso, 5 aprile 1986) è una showgirl, modella e conduttrice televisiva italiana.

## Biografia
Originaria di Cavriè, frazione del comune di San Biagio di Callalta, a pochi chilometri di distanza dalla città di Treviso, inizia a lavorare come fotomodella nel 2003 partecipando a diversi concorsi di bellezza minori, oltre a comparire come ospite e valletta in alcune trasmissioni dell'emittente locale Antenna Tre Nordest. Nel 2006 fece anche due brevi apparizioni nei programmi  di Italia 1 Distraction e Le Iene.
Raggiunge il successo grazie alla sua partecipazione alla settima edizione del Grande Fratello, reality show condotto da Alessia Marcuzzi su Canale 5. Dopo esser stata eliminata nella nona puntata con il 73% dei voti, ha posato per diversi calendari, tra cui quello senza veli per il programma di Italia 1 Lucignolo, del quale fu inviata nelle estati 2007 e 2008 col soprannome di Diavolita. Dall'ottobre 2007 all'aprile 2008 ha condotto, alternandosi con Alessia Fabiani, Camerino virtuale - The Box Game su Italia 1. 
Nell'autunno 2007 fu scritturata, insieme a Enzo Iacchetti e Giobbe Covatta, in Medici miei, sit-com trasmessa nell'autunno 2008 su Italia 1. Nell'inverno 2008 ha condotto insieme a Ciccio Valenti e Federica Panicucci Candid Camera Show su Italia 1, nella primavera 2008 ha condotto (insieme a Rosario Rannisi) Rubacuori su Match Music e nell'autunno 2008 partecipò alla terza edizione de La talpa, un reality show condotto da Paola Perego su Italia 1, in cui si classificò al terzo posto, riscuotendo un notevole successo di critica e di pubblico. Nel dicembre 2008 divenne opinionista fissa in Quelli che il calcio e... su Rai 2; l'incarico cessò nel giugno 2016.
Dopo essere stata su Canale 5 prima a Questo Capodanno, il veglione condotto da Paola Perego, come soubrette e poi all'edizione invernale di Scherzi a parte (condotta da Belén Rodríguez insieme a Teo Mammucari e Claudio Amendola) in qualità di "vittima", nel 2009 tornò su Italia 1 partecipando nello show di Ale e Franz Buona la prima e diventando (insieme a Cristina Del Basso, Raffaella Fico e Francesca Fioretti) una delle vallette dello show comico Colorado (sia nell'edizione primaverile di Brescia-Braida che nell'edizione autunnale di Brescia-Savino).
Nell'estate 2009 fu una delle conduttrici di Real TV su Italia 1: lo sarà anche nelle estati del 2010 e del 2011. Nel gennaio 2010 posò senza veli per l'edizione britannica della celebre rivista internazionale FHM (per poi posare per l'edizione italiana di FHM nell'ottobre 2012). Nel luglio 2010 fu inviata, insieme a Raffaella Fico, di Mitici '80, programma di Italia 1 condotto da Sabrina Salerno, e in quel periodo Melita Toniolo posò senza veli per la copertina, il servizio fotografico e il calendario di Playboy Italia.
Nell'agosto 2010 ha partecipato al rotocalco di News Mediaset Bikini su Canale 5 e al calendario di quel programma. Dal settembre 2010 Melita (insieme a Veronica Ciardi e Raffaella Fico) è una delle conduttrici a rotazione di Animal Real TV su Animal Planet (SKY). Nell'autunno 2010 entrò a far parte del cast di Una cella in due, un film comico diretto da Nicola Barnaba che poi uscì al cinema il 4 marzo 2011 con buon successo. Sempre nell'autunno 2010, Melita venne scritturata per la seconda stagione della sitcom di Italia 1 SMS - Squadra molto speciale (e in seguito pure per la terza stagione). Nella stagione 2010-2011 ha partecipato a Paperissima su Canale 5; il 16 dicembre 2010 fu (insieme a Elena Santarelli) inviata dai campi sportivi dello Stadio Flaminio di Roma per la partita di calcio benefica Finale Mediafriends Cup 2010 trasmessa in prima serata su Canale 5 con la conduzione di Federica Panicucci insieme a Alfonso Signorini. Il 31 dicembre 2010 partecipò (con Serena Garitta e Veronica Ciardi) a Capodanno Cinque sotto la conduzione di Barbara D'Urso.
Nel 2011 viene scelta dalla casa di moda S'Agapò come testimonial della campagna pubblicitaria di san Valentino, quindi è stata testimonial di Diavolita Poker partecipando anche a un documentario sul poker e poi nella primavera dello stesso anno inizialmente entrò nel cast del film Poker Generation nella parte della co-protagonista femminile di Francesca Fioretti, ma poi dovette rinunciare a questo incarico per pregressi impegni contrattuali con Mediaset e quindi nell'estate 2011 partecipò a Quelli del Papeete, sitcom di Italia 1 ambientata nel celebre locale romagnolo. Dal novembre 2011 al marzo 2012 Melita Toniolo ha girato l'Italia conducendo il festival Colorado Tour e dal settembre 2012 è tornata in televisione recitando in SPA, una sitcom diretta e prodotta da Gianfranco Nullo trasmessa su Italia 1 e Italia 2 nella stagione 2012-2013.
Nell'autunno 2012 viene confermata di nuovo la sua partecipazione, come modella, alla campagna pubblicitaria della casa di moda Fruscìo per il secondo anno consecutivo ed è stata tra le madrine della sfilata organizzata da Massimo Rebecchi. Insieme al comico Omar Fantini, dal 6 dicembre 2012 Melita è impegnata, per 12 puntate settimanali, nella conduzione di Metropolis, uno show comico di Comedy Central simile al più noto programma di Rai 2 Made in Sud. Nell'estate 2013 è stata impegnata con il tour estivo di Radio Bruno perché è stata anche conduttrice radiofonica o ospite in vari spazi in radio dal 2010; nello stesso periodo Melita è anche Mascotte della nazionale del Rugby italiano e Ambasciatrice del marchio Coltril per la stagione pubblicitaria 2013-2014 con i relativi manifesti. Nel settembre 2013 ha partecipato ai vari eventi di Stroili Oro e Blue Fashion.
Nel dicembre 2013 diventa uno dei volti femminili di punta di Comedy Central insieme a Margherita Zanatta e Justine Mattera; per quel canale la Toniolo dall'11 dicembre 2013 è ritornata a condurre insieme a Omar Fantini la seconda stagione (composta da 12 puntate settimanali in prima serata) di Metropolis e in aggiunta a quanto detto lei conduce anche uno spazio tutto noto come Mini Metropolis e quindi conduce insieme a Omar Fantini anche il nuovo show Super Metropolis. Il 31 dicembre 2013 è stata la madrina dell'evento Palasport Mirandola. Dal 2014 è il nuovo volto del marchio Solo 50 centesimi oltre a fare numerosi servizi sul marchio. Nella primavera 2014 torna su Italia 1 come inviata del rotocalco televisivo di Videonews Lucignolo 2.0, condotto da Enrico Ruggeri e Marco Berry.

## Vita privata
È stata legata sentimentalmente dal 2007 al 2009 all’attore Alessandro Tersigni. Fidanzata con il comico Andrea Viganò (in arte Pistillo) dal 2015 al 2021, il 9 giugno 2017 la coppia aveva annunciato di essere in attesa del figlio Daniel.

## Programmi televisivi
- Le Iene (Italia 1, 2006) Inviata
- Grande Fratello 7 (Canale 5, 2007) Concorrente
- Lucignolo (Italia 1, 2007-2008) Inviata
- Camerino virtuale - The Box Game (Italia 1, 2007-2008)
- La talpa 3 (Italia 1, 2008) Concorrente
- Rubacuori (Sky, 2008)
- Quelli che il calcio e... (Rai 2, 2008-2016) Opinionista
- Candid Camera Show (Italia 1, 2008) Co-conduttrice
- Buona la prima (Italia 1, 2009) Guest star
- Colorado (Italia 1, 2009) Valletta
- Real TV (Italia 1, 2009-2011) Conduttrice
- Mitici '80 (Italia 1, 2010) Co-conduttrice
- Bikini (Canale 5, 2010)
- Animal Real TV (Sky, 2010-2014) Conduttrice
- Paperissima (Canale 5, 2010-2011)
- Finale Mediafriends Cup (Canale 5, 2010)
- Ciao Darwin 6 (Canale 5, 2010) Caposquadra sesta puntata
- Capodanno Cinque (Canale 5, 2010-2011) Inviata
- Metropolis (Comedy Central, 2012-2014) Conduttrice
- Super Metropolis (Comedy Central, 2013-2014) Conduttrice
- Mini Metropolis (Comedy Central, 2013-2014) Conduttrice
- Lucignolo 2.0 (Italia 1, 2013-2014) Conduttrice
- All Together Now - La musica è cambiata (Canale 5, 2019-2020) Giurata

## Filmografia

### Cinema
- A Light of Passion, regia di Ulderico Acerbi (2007)
- Una cella in due, regia di Nicola Barnaba (2011)

### Televisione
- Medici miei – serie TV (2008)
- Quelli del Papeete – serie TV (2011)
- SMS - Squadra molto speciale – serie TV (2011-2012)
- SPA – serie TV (2012-2013)

## Radio
- Radio Bruno Estate (2010-2013)
- Good Times (R101, dal 2023)
- Oltre il Festival (R101, 2024)

## Campagne pubblicitarie
- Silvian Heach (2009)
- S'Agapò (2011)
- Coltril (2013-2015)
- Acqua & Sapone (2015)